# Victoria (1986)
Victoria (F-82) – hiszpańska fregata rakietowa, druga jednostka typu Santa María.

## Skrócony opis
Victoria (F-82) jest drugim okrętem z serii hiszpańskich fregat rakietowych Santa María, będących lokalnym, licencyjnym rozwinięciem okrętów typu Oliver Hazard Perry (OHP). Budowę okrętu rozpoczęto 16 sierpnia 1983 roku. Jednostkę zwodowano 23 lipca 1986, zaś uroczyste wprowadzenie fregaty do służby odbyło się 11 listopada 1987 roku.
Okręt ten, tak jak inne jednostki tej serii, w stosunku do fregat OHP posiadają większą szerokość oraz wyporność, co pozwala na łatwiejszą implementację ewentualnych przyszłych modernizacji i przezbrojeń. Okręt posiada dodatkowo radar dozoru nawodnego i powietrznego RAN-12L. Okręty tego typu posiadają także inne zespoły prądotwórcze, systemy walki elektronicznej, stację hydrolokacyjną oraz lokalny system CIWS Meroka Mod. 2B.

## Udział w misjach zagranicznych
29 marca 2009 roku, podczas operacji atlanta, tankowiec Spessart został zaatakowany przez 7-osobową łódź piratów u wybrzeży Somalii. Załoga tankowca ostrzelała i odparła atak piratów, zaś śmigłowiec S-70B z pokładu F-82 przechwycił uciekającą piracką łódź, ostrzelał i przekazał jednostkę innym okrętom sojuszniczym.
W dniu 2 czerwca 2010 roku załoga Victorii udzieliła pomocy medycznej załodze libijskiego statku MV Rim i zapobiegła ponownemu atakowi somalijskich piratów po tym, jak załoga MV Rim odparła atak piratów cztery miesiące wcześniej. 
W dniu 3 sierpnia 2010 roku śmigłowiec z pokładu F-82 powstrzymał piracki atak na norweski chemikaliowiec MV Bow Saga, który wysłał wezwanie pomocy, że jest atakowany przez piracką łódź. Siedmiu piratów na pokładzie motorówki zostało później schwytanych przez załogę innego okrętu.